# Эшенбург (Гессен)
Эшенбург (нем. Eschenburg (Hessen)) — община в Германии, в земле Гессен. Подчиняется административному округу Гиссен. Входит в состав района Лан-Дилль.  Население составляет 10 399 человек (на 31 декабря 2010 года). Занимает площадь 45,71 км².